# Groslée-Saint-Benoit
Groslée-Saint-Benoit [ɡʁole sɛ̃ bənwa] ist eine französische Gemeinde im Département Ain in der Region Auvergne-Rhône-Alpes. Sie gehört zu den Kantonen Belley und Lagnieu im Arrondissement Belley.
Sie entstand als Commune nouvelle durch ein Dekret vom 30. Dezember 2015 mit Wirkung vom 1. Januar 2016, indem die bisherigen Gemeinden Saint-Benoît und Groslée zusammengelegt wurden. Diese sind seither Communes déléguées. Saint-Benoît ist der Hauptort (Chef-lieu).

## Geographie
Die Gemeinde Groslée-Saint-Benoit liegt an der Rhône, in die hier ihr Zufluss Gland einmündet und die hier teilweise die Grenze zum Département Isère bildet.
Nachbargemeinden sind Lhuis im Norden, Conzieu im Nordosten, Arboys en Bugey im Osten, Prémeyzel im Südosten, Brégnier-Cordon im Süden, Les Avenières Veyrins-Thuellin und Le Bouchage im Südwesten und Brangues im Westen.

## Bevölkerungsentwicklung
| Jahr                       | 1962 | 1968 | 1975 | 1982 | 1990 | 1999 | 2006 | 2021 |
| Einwohner                  | 886  | 821  | 727  | 815  | 774  | 915  | 1057 | 1238 |
| Quellen: Cassini und INSEE |      |      |      |      |      |      |      |      |

## Sehenswürdigkeiten

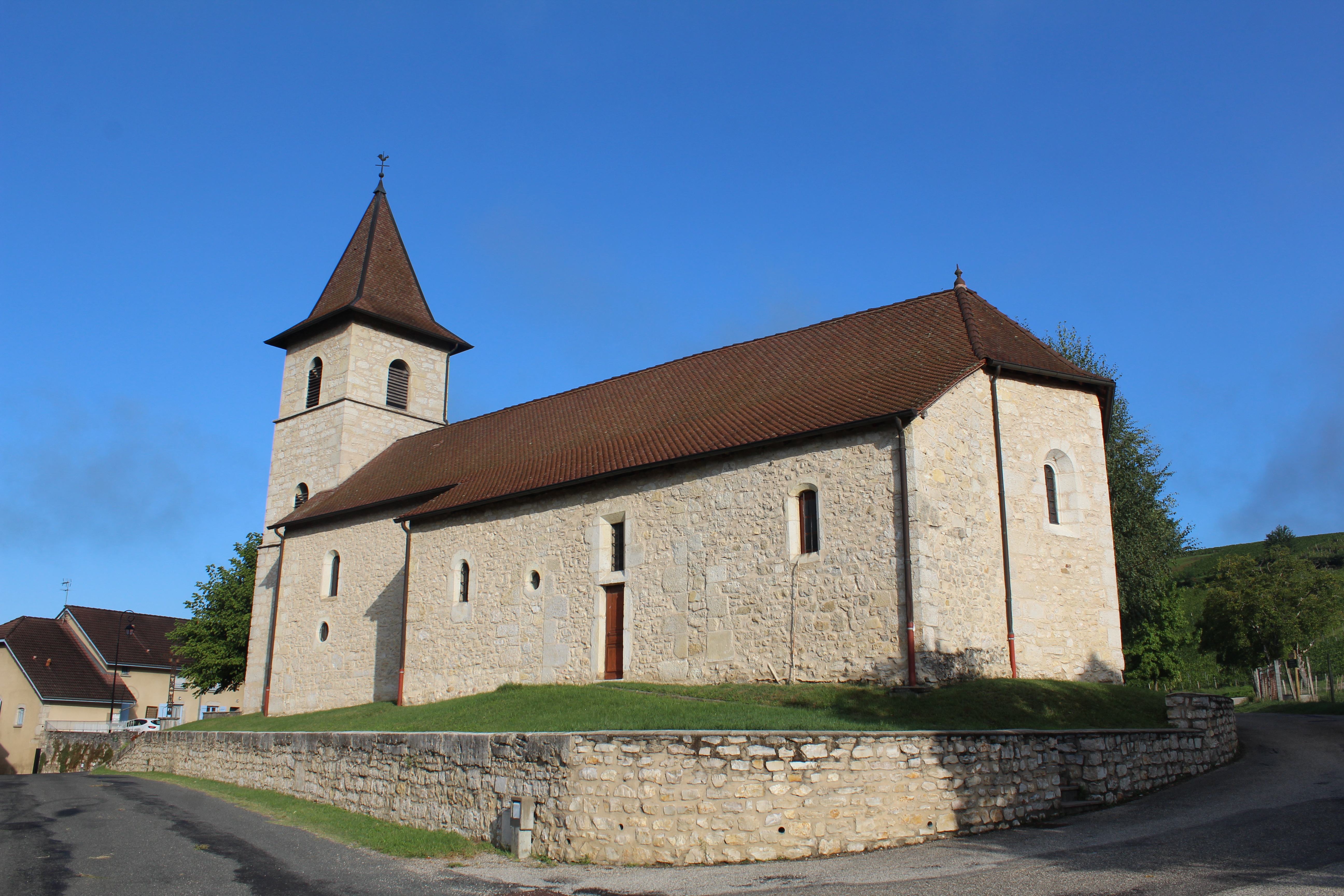
Kirche Saint-Cyriaque
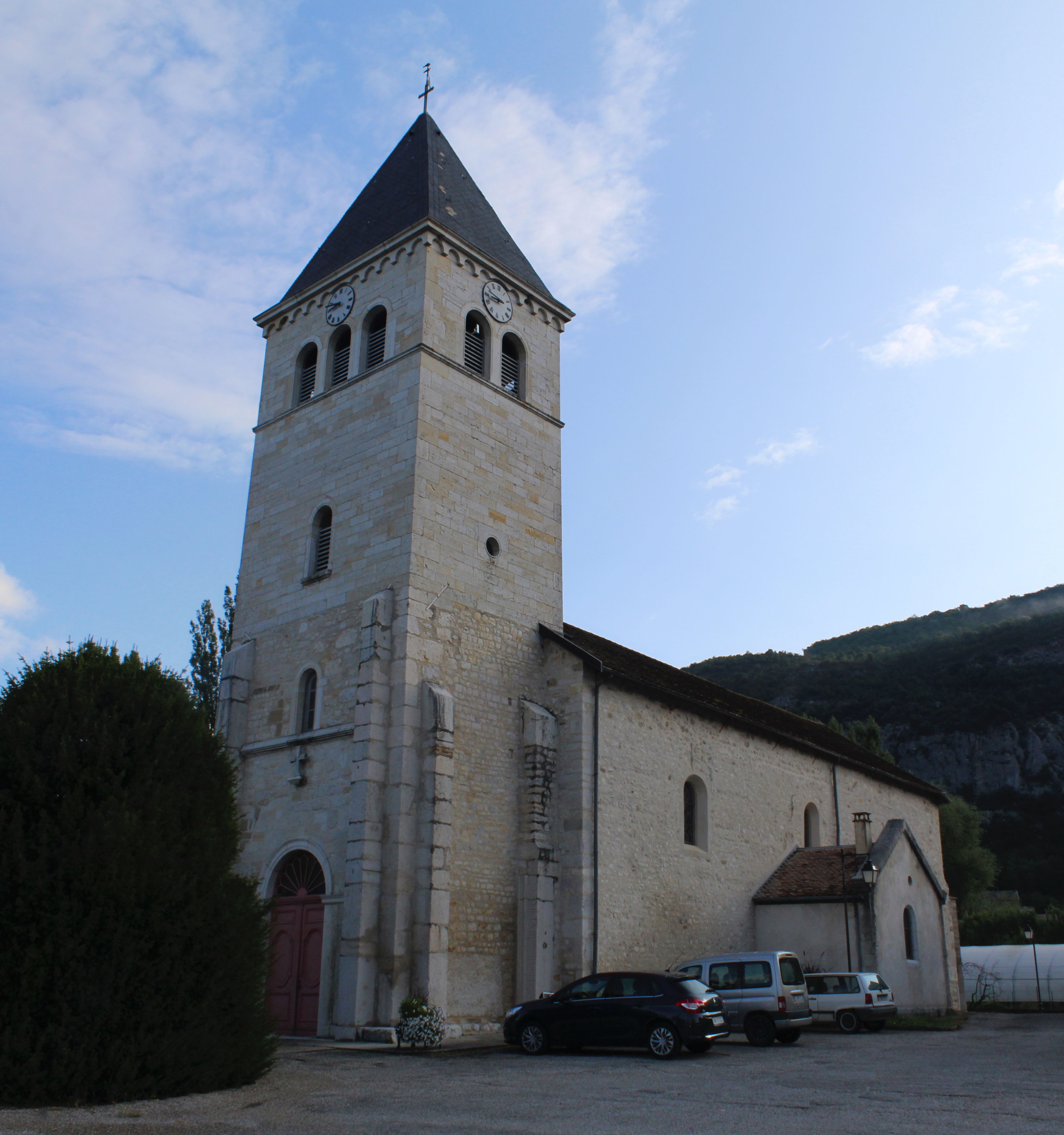
Kirche Saint-Benoît
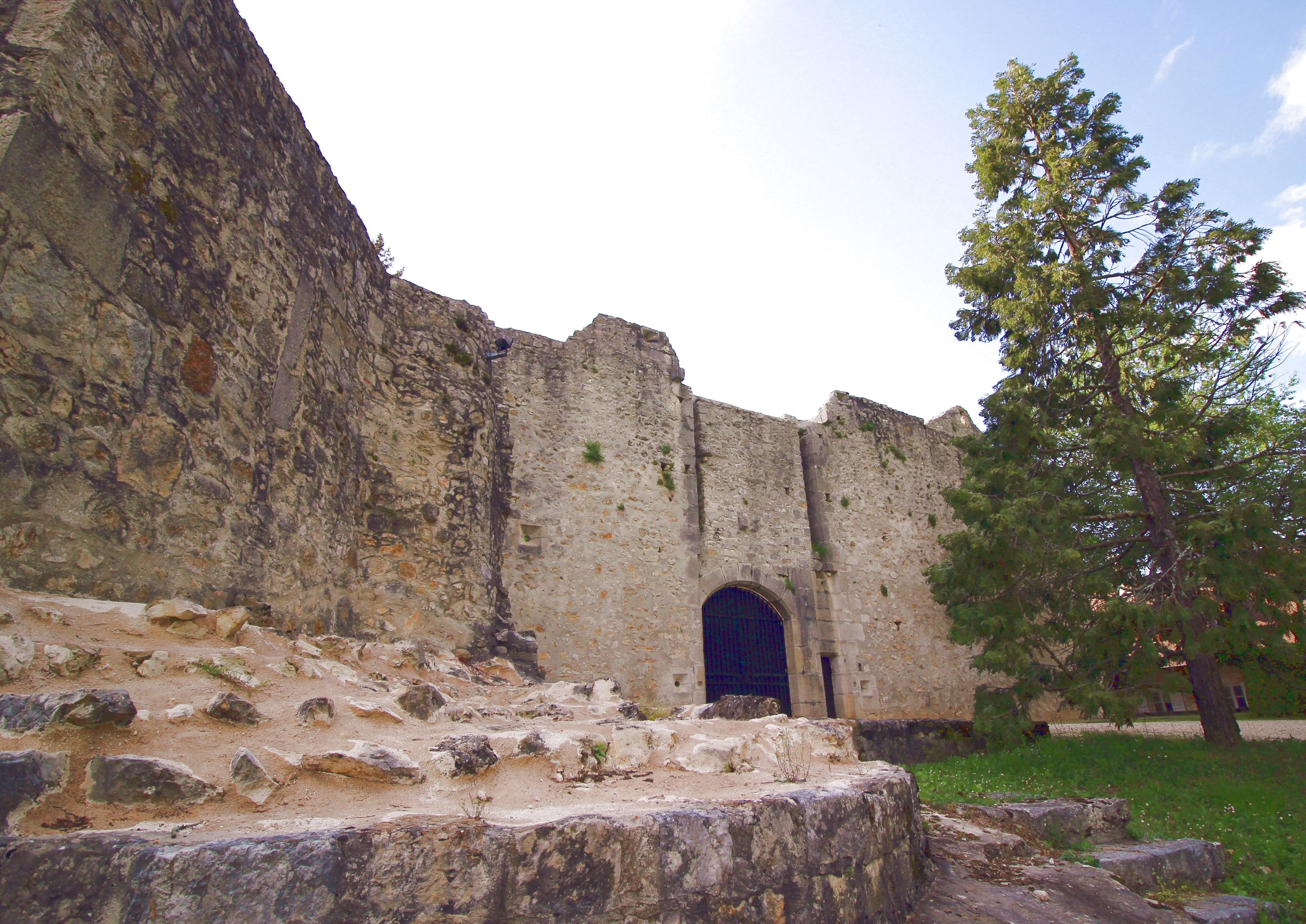
ehemalige Burg in Groslée
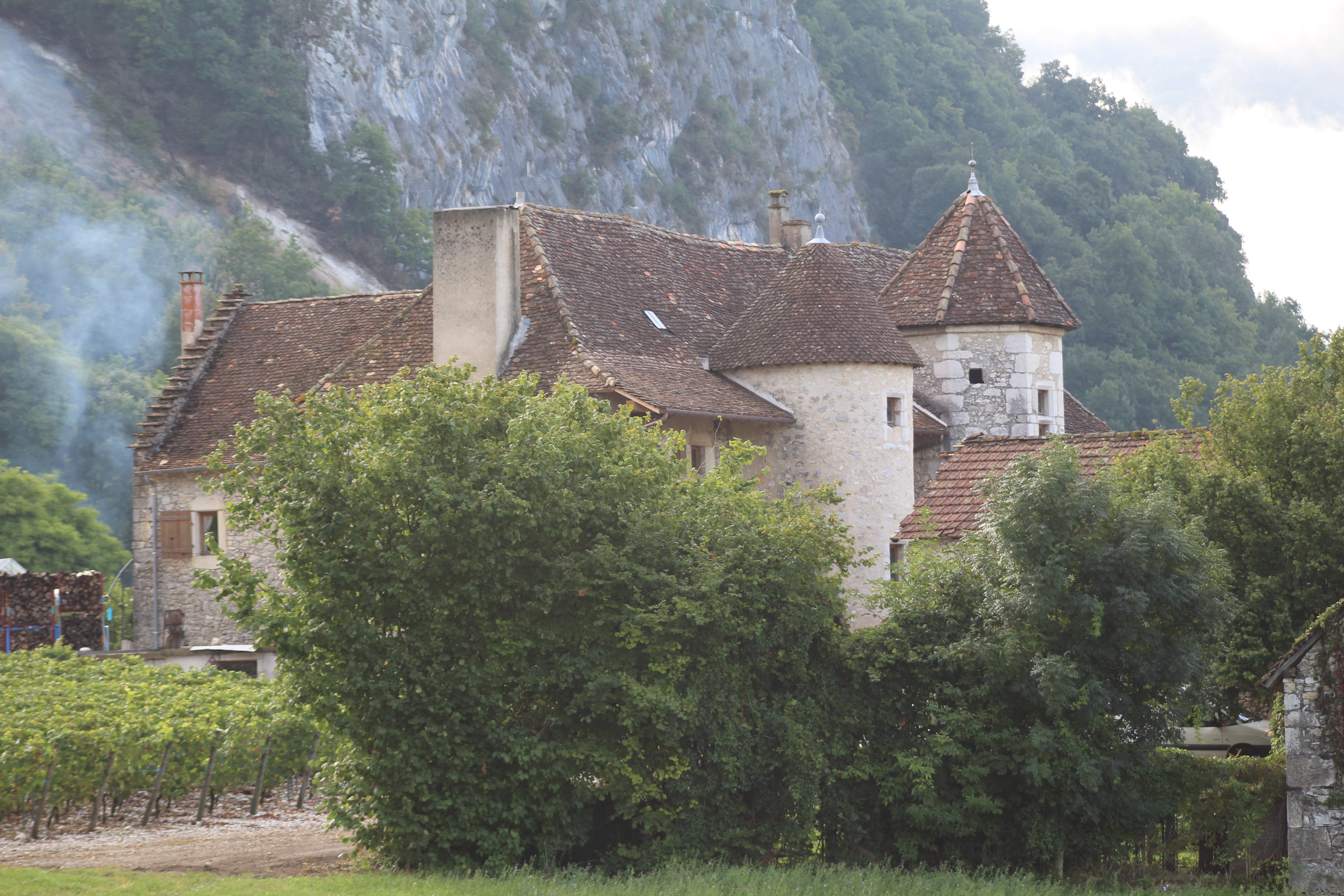
Schloss Varepe
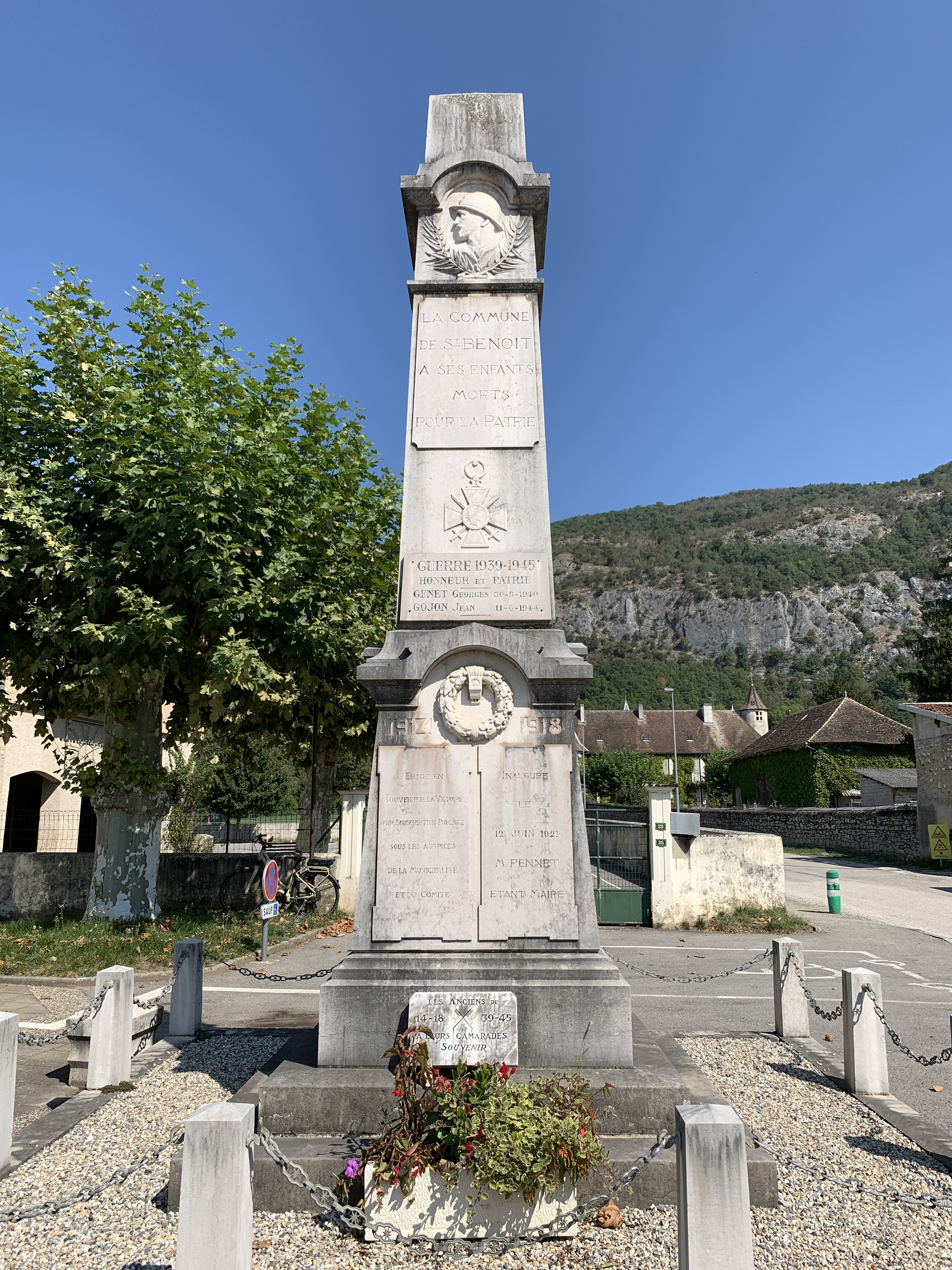
Gefallenendenkmal in Saint-Benoît

- Kirche Saint-Cyriaque
- Kirche Saint-Benoît
- Ehemalige Burg
- Schloss Varepe
- Gefallenendenkmal in Saint-Benoît